# Aureille
Aureille je obec ve Francii v departementu Bouches-du-Rhône. Jméno obce je odvozeno od názvu staré římské cesty Via Aurelia.

## Poloha
Aureille leží v pohoří Alpilles mezi Mouriès na západě a Eyguières na východě. Obec náleží do regionálního přírodního parku Alpilles.

## Znak obce
V polceném gotickém štítě se v pravém červeném poli nachází zlatá cihlová věž s cimbuřím, dvěma vedle sebe položenými okny a vraty. V levém zlatém poli se nachází vpravo otočený sedící červený jednoocasý lev se zdviženýma tlapama.